# Scopifera menippusalis
Scopifera menippusalis är en fjärilsart som beskrevs av Walker 1856. Scopifera menippusalis ingår i släktet Scopifera och familjen nattflyn. Inga underarter finns listade.